# غشائية دايشونغية
غشائية دايشونغية (الاسم العلمي: Hymenobacter daecheongensis) هي نوع من البكتيريا، سلبية الغرام، تتبع جنس غشائية.